# Cucut xikra
El cucut xikra  (Hierococcyx varius) és una espècie d'ocell de la família dels cucúlids (Cuculidae) que habita boscos poc densos, matolls i conreus de les terres baixes de l'Índia, Sri Lanka i oest de Myanmar.